# Vorarlberger Alpkäse
Le vorarlberger alpkäse est un fromage autrichien du vorarlberg. Il s'agit d'un fromage à pâte pressée cuite au lait de vache cru partiellement écrémé. Il est protégé par une appellation d'origine protégée depuis 1997.

## Description
Le vorarlberger alpkäse se présente sous forme de meules de 50 cm de diamètre et 10 cm à 12 cm de hauteur, et pesant jusqu'à 35 kg. La pâte est souple voire ferme, de couleur ivoire, et présente souvent de petits trous de la taille d'un petit pois. Le goût est doux pour les fromages jeunes mais peut devenir piquant avec l'âge. C'est un fromage saisonnier, dû à sa fabrication faite uniquement en période d'estive.
Le vorarlberger alpkäse a une teneur en matière grasse d'au moins 45 % sur extrait sec.

## Fabrication
Les vaches doivent être élevées dans le land du vorarlberg, et nourries sans ensilage. Le lait, récolté dans les alpages durant la saison d'estive, est cru, partiellement écrémé et transformé directement sur place. Le lait est caillé par ajout de présure. Le caillé est prélevé à la main à l'aide de toiles, puis chauffé à environ 52°C dans des marmites en cuivre. Il est ensuite pressé et salé avant d'être affiné de 3 mois à 6 mois.